# アワダン
アワダン（学名: Melicope triphylla (Lam.) Merr.）は、ミカン科の樹木。葉が3出複葉になる。

## 特徴
常緑性の低木で、高さは3-5mに達する。小枝は灰色を帯びてざらつき、無毛で、断面はやや四角張る。ただし一年目の枝は緑色。葉は対生し、三出複葉。小葉は倒卵状倒披針形から長楕円状倒披針形で長さ8-9cm、幅3-4cm。葉身は洋紙質で無毛、先端はわずかに突き出し、その先は丸い。基部はくさび形で長さ0.5-1cmの小葉の柄に流れる。小葉柄には長さ2-4cmの葉柄が繋がる。また、葉の裏面には腺点が散在する。
花期は6-8月、葉腋から長さ2-5cmの円錐花序を出し、多数の花をつける。萼片は広卵状円形で先端は尖り、長さ幅共に約1mm。花弁は白で卵状披針形、長さ3mmほど。雄蘂は8本、花糸は長さ2-2.5mm、花柱は長さ1mm。果実は斜状倒卵形で長さ5mm。種子は倒卵状楕円形で長さ5mm、黒くて光沢がある。
種小名は「3枚の葉」を意味し、葉が3枚の小葉からなることによる。和名については沖縄の方言に由来するらしいが、その意味は不明とのこと。

## 分布
与論島以南の琉球列島に分布する。国外では台湾とフィリピンから知られる。

## 分類
同属の種は世界に50種ほど知られるが、日本では本種のみである。